# Every Day (film 2010)
Every Day è un film del 2010 scritto e diretto da Richard Levine e interpretato da Liev Schreiber e Helen Hunt. È la storia di una famiglia che lotta con gli imprevisti della vita.

## Trama
Ned è uno sceneggiatore di un programma televisivo in piena crisi di mezz'età. Il suo lavoro non è soddisfacente, il figlio quindicenne è gay e l'altro figlio undicenne è spaventato da tutto, la moglie Jeannie decide di ospitare a casa loro il padre malato e la situazione familiare si complica ulteriormente. Inoltre Ned si avvicina alla bellissima collega Robin.